# 松平国十郎
松平 国十郎（まつだいら くにじゅうろう、1910年3月16日 - 1997年4月5日）は、昭和期の浪曲師。広島県双三郡作木村（現三次市）出身。本名・松田巧（「居茶雄」と称した時期もある）。浪曲最後の隆盛期に木村若衛、天中軒雲月、東家浦太郎とともに“四天王”と呼ばれた浪曲師。

## 人物と芸風
広島の工業高校から北海道に渡る。23歳で帰郷し京山呑風に入門し雲井如雲を名乗る。30歳の時、大阪に行き関西女流浪曲の大家、初代春野百合子の一座に入り天竜軒出雲を名乗る。1940年上京、翌年東三光と改名後、松平国十郎と名乗る。百合子との二枚看板で、両国国技館、有楽座に2代目広沢虎造、伊丹秀子（元2代目天中軒雲月）らが加わって出演。朗々たる妙節と、品格ある舞台で聴衆を熱狂させた。当時浪曲は流行歌を凌ぐ一大ジャンルを誇っていたが、木村若衛、天中軒雲月、東家浦太郎とともに四天王と呼ばれ人気浪曲師となった。1984年の舞台を最後に引退して後進の指導にあたり三笠優子らを門下から出した。
一時「京極佳津照」を名乗る（後に松平国十郎に戻る）。
常に正しい浪曲道を説き、軽薄な浪曲に警告を鳴らし浪曲の将来を憂いた。

## 代表的な演目
- 仲乗り新三
- 勧進帖
- 元禄曽我物語
- 晴ればれ雲
- お里沢市
- 義士伝